# Корендясов, Евгений Николаевич
Евге́ний Никола́евич Корендя́сов (род. 10 апреля 1936) — советский, российский дипломат, африканист.
Окончил Московский государственный институт международных отношений (МГИМО) МИД СССР (1960).
В 1960-1963 годах работал переводчиком с французского языка в Министерстве обороны СССР, в 1964-1965 годах был секретарем-переводчиком Союза обществ Красного Креста и Красного Полумесяца СССР. С 1966 года по 1986 год  работал в Международном отделе ЦК КПСС, занимая должности младшего референта, затем референта. В 1969 году стал кандидатом экономических наук.
С 21 августа 1987 по 2 ноября 1992 года был чрезвычайным и полномочным послом СССР, затем (с 1991) Российской Федерации в Буркина-Фасо. С 1 июля 1996 по 24 ноября 2000 года — чрезвычайный и полномочный посол России в Мали и Нигере по совместительству. 
Имеет дипломатический ранг чрезвычайного и полномочного посла (1991).
С 2002 года является заведующим Центром изучения российско-африканских отношений и внешней политики стран Африки в Институте Африки РАН. С 2021 года также руководит научно-исследовательскими и экспертно-аналитическими проектами в Высшей школе экономики.
Женат, имеет дочь и сына.